# Willi Spieß (Fußballspieler)
Willi Spieß (* 16. Februar 1915; † nach 1947) war ein deutscher Fußballspieler. Mit dem 1. FC Nürnberg gewann er 1935 das erste deutsche Pokalendspiel.

## Karriere
Spieß wurde zur Fußballsaison 1934/35 als Stürmer in die 1. Männermannschaft des 1. FC Nürnberg aufgenommen. Er wurde bereits im Sommer 1934 in den Vorbereitungsspielen gegen den VfB Glauchau und den Polizeisportverein Chemnitz eingesetzt. Im Frühjahr 1935 bescheinigte ihm die Sportzeitung Fußball-Woche eine gute Technik, vermisste bei dem 20-Jährigen aber noch die spielerische Reife. In der Runde 1935/36 erlebte der Nachwuchsspieler sportliche Höhepunkte aber auch eine schmerzliche Verletzung. Im Gau Bayern gewann der 1. FC Nürnberg vor dem Titelverteidiger SpVgg Fürth und dem FC Bayern München die Meisterschaft. In der Hinrunde 1935 wurden die Hauptrundenspiele im erstmals veranstalteten Tschammer-Pokal gegen den VfB Leipzig, Ulmer FV, PSV Chemnitz, Minerva 93 Berlin und den SV Waldhof Mannheim ausgetragen. Bei den Erfolgen gegen Ulm und im Viertelfinale gegen Minerva 93 zeichnete sich Spieß jeweils als zweifacher Torschütze aus. Den Weg in das Finale ebnete der Linksaußen für den „Club“ am 24. November 1935 beim 1:0-Erfolg gegen den SV Waldhof durch seinen Treffer in der 52. Minute. Spieß stand zusammen mit seinen Sturmkameraden Karl Gußner, Max Eiberger, Georg Friedel und Josef Schmitt am 8. Dezember 1935 im ersten deutschen Pokalendspiel. Er spielte auf seiner Standardposition als Linksaußenstürmer und gewann durch den 2:0-Sieg über Schalke 04 seinen einzigen Titel im Männerfußball. In den Gruppenspielen zur deutschen Meisterschaft 1935/36 bestritt Spieß im Frühjahr 1936 die ersten vier Begegnungen, konnte danach aber wegen einer schweren Knieverletzung nicht weiter eingesetzt werden und verpasste so das siegreiche Endspiel 1936.
1937 wurde Spieß nach Ansbach zum Militärdienst eingezogen und zum Kanonier ausgebildet. In der Endrunde um die deutsche Fußballmeisterschaft 1938 kam er am 3. April 1938 bei der 1:2-Auswärtsniederlage gegen Hannover 96 zum Einsatz. Seit 1939 war er als Gefreiter in Breslau stationiert und nahm zu Beginn des Zweiten Weltkriegs am Überfall auf Polen teil. Später kämpfte er an der Westfront.
Am Kriegsende war Spieß 30 Jahre alt. Trotzdem nahm er seine Fußball-Laufbahn beim 1. FC Nürnberg wieder auf. Von 1945 bis zum Ende der Saison 1946/47 absolvierte er in der Oberliga Süd noch 20 der 68 ausgetragenen Punktspiele und erzielte dabei fünf Tore. Er gehörte der „Club“-Elf an, die 1945/46 am letzten Spieltag, den 23. Juni 1946, das entscheidende Meisterschaftsspiel gegen den Gastgeber VfB Stuttgart mit 0:1 Toren verlor und damit mit einem Punkt Rückstand zu den Schwaben sich mit der Vizemeisterschaft zufriedengeben mussten. Stürmerkollegen vor 50.000 Zuschauern waren Helmut Herbolsheimer, Max Morlock, Hans Pöschl und Julius Uebelein. Insgesamt bestritt Spieß von 1934 bis 1947 182 Pflichtspiele für den Club. Seine Fußballkarriere ließ er ab 1947 beim damals zweitklassigen 1. FC Lichtenfels ausklingen.